# کنه تگزاسی
کنه تگزاسی، کنه لون استار یا کنه ستاره تگزاسی (نام علمی: Amblyomma americanum) کنه‌ای است که در شرق و جنوب آمریکا به ویژه ایالت تگزاس زندگی می‌کند.

## باورها
دربارهٔ این جانور چنین روایت شده که اگر کسی را نیش بزند آن فرد گیاه‌خوار شده و از گوشت بیزار می‌شود!